# Kim Jung-woo (futebolista)
Kim Jung-Woo (Ulsan, 9 de maio de 1982) é um futebolista profissional sul-coreano, meio campo, milita no Gwangju Sangmu.

## Carreira
Kim Jung-Woo representou a Seleção Sul-Coreana de Futebol nas Olimpíadas de 2004 e 2008.